# Augustine Francis Schinner
Augustine Francis Schinner (Milwaukee, 1º maggio 1863 – Milwaukee, 7 febbraio 1937) è stato un vescovo cattolico statunitense.

## Biografia
Monsignor Augustine Francis Schinner nacque a Milwaukee, Wisconsin, il 1º maggio 1863.

### Formazione e ministero sacerdotale
Compì gli studi per il sacerdozio al seminario "San Francesco" di Milwaukee.
Il 7 marzo 1886 fu ordinato presbitero per l'arcidiocesi di Milwaukee nella cattedrale di San Giovanni Evangelista da monsignor Michael Heiss. In seguito fu parroco della parrocchia di Sant'Uberto a Hubertus dal 1886 al 1887, membro della facoltà del seminario "San Francesco" di Milwaukee dal 1887 al 1893 e cancelliere vescovile e vicario generale dal 1893 alla nomina episcopale.

### Ministero episcopale
Il 3 maggio 1905 papa Pio X eresse la diocesi di Superior, ricavandone il territorio dalla diocesi di Green Bay e dalla diocesi di La Crosse. Il 13 dello stesso mese papa Pio X lo nominò vescovo di quella diocesi. Ricevette l'ordinazione episcopale il 25 luglio successivo dall'arcivescovo Diomede Angelo Raffaele Gennaro Falconio, delegato apostolico negli Stati Uniti d'America, coconsacranti il vescovo di La Crosse James Schwebach e quello di Duluth James McGolrick.
Viaggiò in treno con un entourage di oltre 60 sacerdoti di Milwaukee e giunse ad Ashland, viaggiò nelle Isole Apostole del Lago Superiore per un breve giro in barca e poi proseguì fino a Superior.
Al momento del suo ingresso in diocesi vi erano 39 preti diocesani e 17 religiosi che servivano 38 861 cattolici in 43 parrocchie con parroci residenti, 50 missioni e 33 stazioni. La diocesi contava una scuola superiore, 16 scuole elementari e 2 collegi con in totale di 9016 studenti. Monsignor Schinner vide immediatamente la necessità di altri 10 sacerdoti.
Come vescovo missionario, apprese in prima persona le difficoltà di viaggiare nelle remote contee rurali. Si interessò anche all'evangelizzazione tra i quasi 4000 nativi americani cattolici. Alla fine del suo episcopato nella diocesi di Superior vi erano 62 preti.
Il 7 febbraio presentò la rinuncia al governo pastorale della diocesi per motivi di salute che il papa accettò il 15 gennaio dell'anno successivo. Il 18 marzo dello stesso anno papa Pio X lo nominò primo vescovo della diocesi di Spokane. Prese possesso della diocesi il 18 aprile successivo.
Il 17 dicembre 1925 papa Pio XI accettò la sua rinuncia al governo pastorale della diocesi e lo nominò vescovo titolare di Sala. Poco dopo partì come missionario per la Bolivia dove rimase fino al 1928. Dopo il suo ritorno, trascorse gli ultimi anni della sua vita come cappellano delle Suore del Divin Salvatore a Milwaukee. Il 7 marzo 1936 celebrò il 50º anniversario di sacerdozio.
Morì al St. Mary's Hospital di Milwaukee il 7 febbraio 1937 all'età di 73 anni per una polmonite. È sepolto nell'Holy Cross Cemetery di Milwaukee.

## Genealogia episcopale
La genealogia episcopale è:
- Cardinale Scipione Rebiba
- Cardinale Giulio Antonio Santori
- Cardinale Girolamo Bernerio, O.P.
- Arcivescovo Galeazzo Sanvitale
- Cardinale Ludovico Ludovisi
- Cardinale Luigi Caetani
- Cardinale Ulderico Carpegna
- Cardinale Paluzzo Paluzzi Altieri degli Albertoni
- Papa Benedetto XIII
- Papa Benedetto XIV
- Cardinale Enrico Enriquez
- Arcivescovo Manuel Quintano Bonifaz
- Cardinale Buenaventura Córdoba Espinosa de la Cerda
- Cardinale Giuseppe Maria Doria Pamphilj
- Papa Pio VIII
- Papa Pio IX
- Cardinale Raffaele Monaco La Valletta
- Cardinale Diomede Angelo Raffaele Gennaro Falconio, O.F.M.Ref.
- Vescovo Augustine Francis Schinner